# ایستگاه راه‌آهن گرمسار
ایستگاه راه‌آهن گرمسار یکی از ایستگاه‌های راه‌آهن اصلی و مهم در ایران است. این ایستگاه در غرب شهر گرمسار واقع شده و در سال ۱۳۱۷ به‌عنوان جزئی ار راه‌آهن سراسری ایران افتتاح شده است. راه‌آهن شمال (ساری- گرگان - بندر تركمن) از ايستگاه راه‌آهن گرمسار به سمت شمال منشعب می‌شود. 

## خط راه‌آهن
- راه‌آهن سراسری ایران
- خط راه‌آهن تهران-مشهد

## در اطراف ایستگاه
ایستگاه راه‌آهن گرمسار ۳٫۵ کیلومتر در شمال باختری از مرکز، ۱٫۱ کیلومتر در بیرون از پایانه اتوبوس است.
- موزه آقامام
- معدن نمک کوهدشت
- روستای پاده
- دهنامک کاروانسرای
- باغ موزه صنعت
- جاده سنگ فرش شاه عباسی